# Un estiu a Eivissa
Un estiu a Eivissa (títol original, Ibiza) és una pel·lícula francesa dirigida per Arnaud Lemort, produïda el 2018 i estrenada el 2019. S'ha doblat al valencià per a À Punt. També s'ha subtitulat al català oriental.
Christian Clavier ocupa el paper principal, al costat de Mathilde Seigner.

## Sinopsi
En Philippe i la Carole són dos divorciats que s'acaben de conèixer. Però, abans de plantejar-se qualsevol relació seriosa, en Philippe ha de guanyar-se el favor dels dos fills adolescents de la Carole. Aleshores fa un tracte amb el fill gran: si aprova el batxillerat, escollirà el destí de les properes vacances. Ell tria Eivissa. En Philippe, que està més acostumat a unes vacances tranquil·les a la badia del Somme, viurà un veritable xoc.

## Repartiment
- Christian Clavier: Philippe
- Mathilde Seigner: Carole
- JoeyStarr: Frankie
- Olivier Marchal: Pascalou
- Frédérique Bel: Fleur
- Louis-Do de Lencquesaing: Michel
- Alexis Corso: Jordan
- Léopold Buchsbaum: Julien
- Xavier Robic: Roméo
- Laetitia Chambon: Sara, l'assistent de vol
- Pili Groyne: Manon
- Cathy Guetta: Cathy
- Philippe Laudenbach: el pare d'en Philippe
- Lola Aubrière: Tara
- Marie de Dinechin: Maelle
- Anne-Sophie Soldaini: Justine
- Benoît DuPac: Didier